# 류경선 선생 묘
유경선 선생 묘는 대한민국 경기도 포천시 가산면 금현리에 있다. 1986년 4월 9일 포천시의 향토유적 제13호로 지정되었다.

## 개요
조선전기 무신 유경선 부부의 합장묘